# Fuerza de choque
La fuerza de choque, en los deportes como la escalada que se sirven de cuerdas, es la fuerza que la cuerda transmite al escalador en el momento en que se detiene una caída. A medida que el escalador asciende acumula un potencial de caída cada vez mayor. Al ocurrir una caída, esa energía potencial se convierte en energía cinética. Las técnicas de escalada (aseguramiento) y el equipo de seguridad (cuerdas, mosquetones, etc.) que se utilizan buscan disminuir el efecto de esta caída sobre el escalador. El alargamiento de la cuerda, el roce entre la cuerda y los seguros, o el propio compañero que brinda seguro, sirven para absorber parte de la energía cinética de la caída. Aquella porción de energía que no pueda disiparse, será absorbida por el escalador mismo y es lo que se denomina fuerza de choque. La magnitud de esa energía va a depender del peso del escalador, del factor de caída (la fuerza de la caída o factor de caída determina la dureza o gravedad de una caída) y de las características de la cuerda, las que permitirán absorber mayor o menor cantidad de energía.
Disminuir la fuerza de choque de una caída es una de las medidas de seguridad más importantes en el montañismo. Para calcular la fuerza de choque es fundamental conocer el factor de caída y las características de la cuerda que se utiliza.